# Otto Maier (Verleger, 1852)

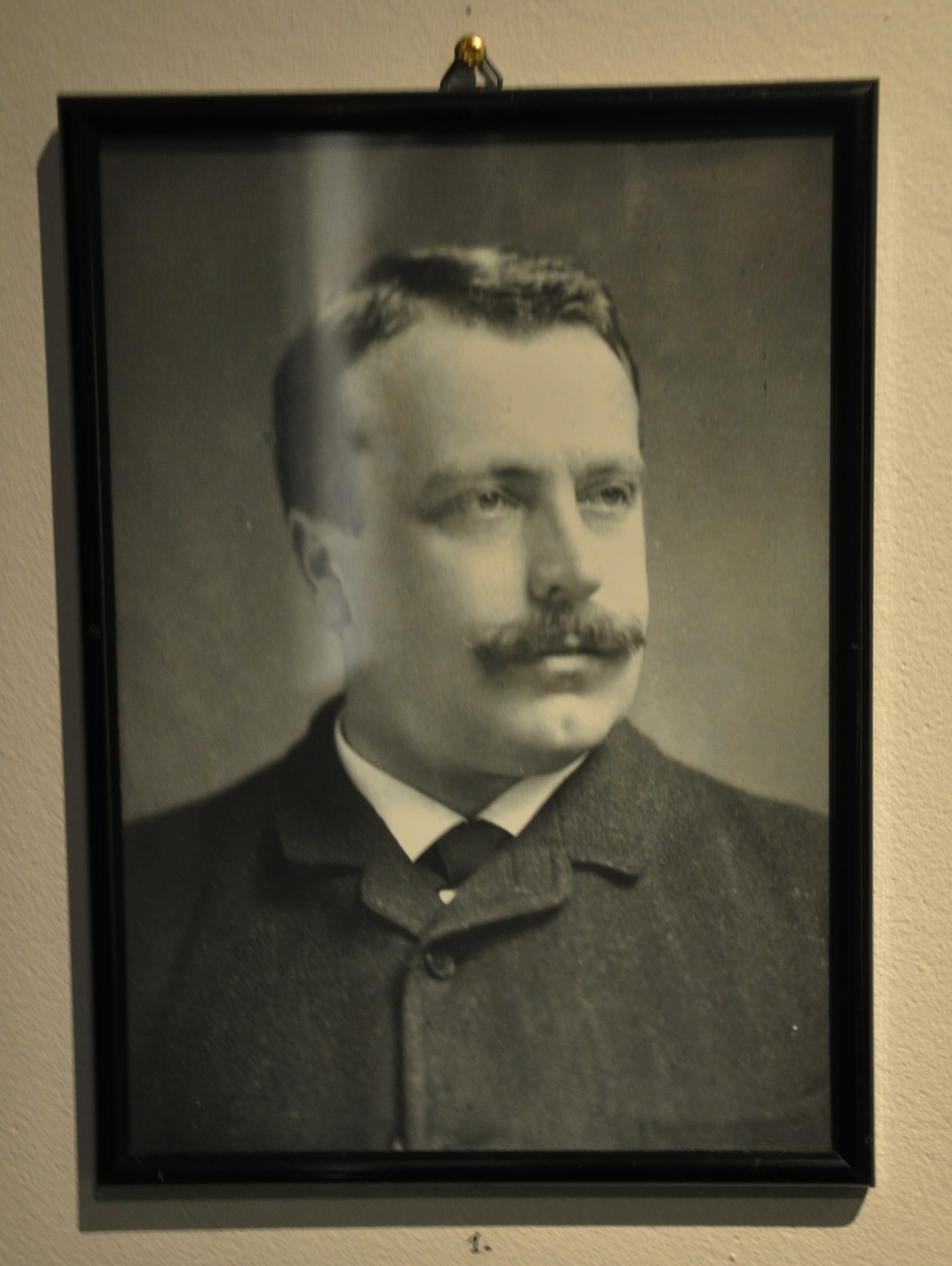
Otto Maier 1872

Otto Maier, auch Otto Robert Maier (* 4. November 1852 in Ravensburg, getauft als Carl Eugen Robert Maier; † 16. Dezember 1925 in Ulm), war ein deutscher Verleger.

## Leben
Maiers Vater Carl Maier (1819–1867) war Buchhändler und Teilhaber der Dorn’schen Buchhandlung in Ravensburg und Biberach, er war der Inhaber einer Druckerei, eines Verlags und der Zeitung Oberschwäbischer Anzeiger.
Nach dem Tod des Vaters 1867 erbte die Witwe Julie Maier den Besitz und bat ihren Bruder den Buchhändler Eugen Ulmer aus Stuttgart, ihr bei der Ordnung der Geschäfte zu helfen. Den Verlag hatte Eugen Ulmer 1868 übernommen, die Druckerei und die Zeitung wurden verkauft, aus der Dorn’schen Buchhandlung ist die Familie als Teilhaber ausgeschieden.
Otto Maier machte eine Buchhändlerlehre in Berlin, Zürich und Graz; 1876 wurde er Teilhaber an der Dorn’schen Buchhandlung in Ravensburg und Biberach. Ab 1883 begann Maier auch als Verleger tätig zu werden, in dem er zunächst Vorlagen-Werke für Kunsthandwerker herausgab. 1884 veröffentlichte Maier dann das erste Spiel „Reise um die Erde“, dem viele weitere folgten. Daneben verlegte Maier auch Jugendschriften, ferner Gesetzestexte, Schulatlanten und andere Druckerzeugnisse.
Ab April 1891 war Maier Alleininhaber der Buchhandlung in Ravensburg; er schied in Biberach aus.
Am 11. März 1893 verkaufte Maier die Dorn’sche Buchhandlung in Ravensburg an Friedrich Alber und Johann Georg Hänle, die diese als Offene Handelsgesellschaft fortführten, und gründete dann in Ravensburg die Verlagsbuchhandlung „Otto Maier“, welche die Verlagsgeschäfte der Dorn’schen Buchhandlung fortführte.
Ab 1896 wurde das vor 1416 errichtete Gebäude in der Marktstraße 26 in Ravensburg das Stammhaus des Verlags; seit 2010 befindet sich hier das Museum Ravensburger.
1896 ließ Maier sich vor den Toren Ravensburgs ein großes Wohnhaus errichten.
Otto Maier war ab 1887 mit Helene (1863–nach 1925), geborene Kiderlen, verheiratet. Seine drei Söhne Otto (1891–1952), Karl (1894–1979) und Eugen (1899–1945) führten das Verlagshaus, die heutige Ravensburger AG, nach dem Tod Otto Maiers 1925 weiter.